# Полунін Андрій Вікторович
Полу́нін Андрі́й Ві́кторович (нар. 5 березня 1971, Дніпропетровськ, СРСР) — радянський та український футболіст, що виступав на позиції півзахисника. Відомий насамперед виступами у складі дніпропетровського «Дніпра», національної збірної України та низки українських і німецьких футбольних клубів. Після завершення кар'єри гравця розпочав кар'єру селекціонера, а згодом футбольного функціонера.

## Життєпис
Андрій Полунін народився у Дніпропетровську, де й почав займатися футболом в ДЮСШ «Дніпро-75», куди його у віці дев'яти років привів старший брат. Першим тренером хлопця став Ігор Вітрогонов. Через чотири роки занять Полунін разом з тренером перейшов до спортінтернату, де навчався до 1989 року. Після закінчення тимчасово перебував у розташуванні павлоградського «Шахтаря», однак надалі став одним з основних гравців дублюючого складу «Дніпра», яким на той час керували Жиздик та Стрижевський. У 1991 році разом з командою став переможцем турніру дублюючих складів та привернув увагу тренерів першої команди.
У вищій лізі чемпіонату СРСР Полунін дебютував 30 жовтня 1991 року в поєдинку з московським «Локомотивом». Цей чемпіонат став останнім в історії футбольних змагань СРСР, а наступний сезон Андрій розпочав вже у ранзі основного гравця дніпропетровців, у складі яких здобув першу історичну українську «бронзу». Наступного сезону команді вдалося покращити свої результати і підійнятися у турнірній таблиці ще на одну сходинку. Незабаром «Дніпро» залишив головний тренер Микола Павлов та ціла група провідних гравців, що перебралися до лав київського «Динамо». Пропозицію змінити Дніпропетровськ на Київ отримував і Полунін, однак вирішив залишитися у рідному клубі. Після приходу до команди нового тренера, німця Бернда Штанге, Полунін ще більше закріпив за собою роль одного з лідерів колективу та, як наслідок, отримав капітанську пов'язку. У 1996 році команду залишив Штанге, а разом з ним і Полунін, що виступав після цього у складі столичного ЦСКА, «Кривбасу» та львівських «Карпат», разом з якими в черговий раз здобув бронзові нагороди чемппіонату.
У 1998 році Андрій отримав пропозицію від німецького клубу «Нюрнберг», що виступав на той час у першій бундеслізі. У першій же грі за новий клуб Полунін відзначився забитим м'ячем, реалізувавши вихід віч-на-віч з воротарем суперників Гансом-Йоргом Буттом. Український півзахисник застовпив за собою місце у основному складі, провівши усі ігри, окрім однієї, яку пропустив через пошкодження. Проте з приходом посеред сезону на тренерський місток нового наставника Фріделя Рауша, справи у Полуніна пішли зовсім не так, як він очікував — причиною тому став конфлікт з тренером, внаслідок якого Андрій опинився на лаві запасних. Бажаючи мати постійну ігрову практику, гравець погодився перейти на засадах оренди до «Санкт-Паулі», де його запропонували значно гірші умови. Не зважаючи на це, Полунін провів у сезоні 29 матчів та 4 рази вразив ворота суперників, показавши загалом доволі хороший рівень гри. По закінченні сезону повернувся до «Нюрнберга», хоча керівництво «Санкт-Паулі» бажало залишити його в себе, однак там ситуація не змінилася і Полунін змушений був провести наступні два роки у клубі «Рот-Вайс», що виступав у регіональній лізі.
Залишивши Німеччину в 2002 році Андрій Полунін повернувся до рідного «Дніпра», втім закріпитися у команді, де на провідних ролях у півзахисті були значно молодші Ротань, Назаренко, Костишин, Шелаєв та інші, йому не вдалося. Значною мірою цьому «посприяли» травми, внаслідок яких Полуніну довелося зробити три операції. Провівши ще один поєдинок у складі «Кривбаса» в сезоні 2003/04 років, футболіст вирішив повісити бутси на цвях.
Після завершення активних виступів Полунін працював тренером-селекціонером у криворізькому «Кривбасі», а у 2007 році обійняв посаду спортивного директора охтирського «Нафтовика». Два роки потому його було підвищено до посади директора, на якій він пропрацював до вересня 2012 року, доки не перейшов до керівної структури київського «Арсенала». Втім, у Києві Полунін не пропрацював і трьох місяців, повернувшись до Охтирки на свою попередню посаду.

## Виступи у збірній
| 01. | 28.10.1992 | Білорусь       | «Динамо», Мінськ               | Білорусь — Україна       | 1-1 | Товариський матч         |     |  |  |
| 02. | 27.04.1993 | Україна        | Центральний стадіон ЧМП, Одеса | Україна — Ізраїль        | 1-1 | Товариський матч         |     |  |  |
| 03. | 18.05.1993 | Литва          | «Жальгіріс», Вільнюс           | Литва — Україна          | 1-2 | Товариський матч         |     |  |  |
| 04. | 26.06.1993 | Хорватія       | «Максимір», Загреб             | Хорватія — Україна       | 3-1 | Товариський матч         |     |  |  |
| 05. | 15.03.1994 | Ізраїль        | «Кір'ят Елізер», Хайфа         | Ізраїль — Україна        | 1-0 | Товариський матч         |     |  |  |
| 06. | 11.09.1994 | Південна Корея | Міський стадіон, Каннин        | Південна Корея — Україна | 1-0 | Товариський матч         |     |  |  |
| 07. | 13.09.1994 | Південна Корея | Олімпійський стадіон, Сеул     | Південна Корея — Україна | 2-0 | Товариський матч         |     |  |  |
| 08. | 11.10.1995 | Словенія       | Центральний стадіон, Любляна   | Словенія — Україна       | 3-2 | Відбірковий матч ЧЄ-1996 |     |  |  |
| 09. | 11.11.1995 | Італія         | «Сан-Нікола», Барі             | Італія — Україна         | 3-1 | Відбірковий матч ЧЄ-1996 | 19' |  |  |

Єдиний м'яч у футболці збірної Полунін забив у останньому своєму матчі в складі головної команди країни. 11 листопада 1995 року на 19-й хвилині поєдинку Андрій переграв голкіпера збірної Італії Анжело Перуцці, вивівши свою команду вперед. Цікаво, що Полунін лишався єдиний гравцем збірної України, якому вдалося вразити ворота італійців, аж до 2007 року. Після цього поєдинку Андрія ще декілька разів викликав до збірної Валерій Лобановський, однак на полі Полунін так і не з'явився.

## Досягнення
- Срібний призер чемпіонату України (1): 1992/93
- Бронзовий призер чемпіонату України (4): 1992, 1994/95, 1995/96, 1997/98
- Фіналіст кубка України (2): 1994/95, 1996/97, 1997/98

## Особисте життя
Одружений. У шлюбі з Наталею, має доньку Марію